# 175 TCN
Năm 175 TCN là một năm trong lịch Julius. 